# Jerszow
Jerszow – miasto w Rosji, w obwodzie saratowskim. W 2010 roku liczyło 21 448 mieszkańców.